# かしま未来りーな
かしま未来りーな（かしまみこりーな）は、茨城県鹿嶋市を拠点に活動する日本の女性ローカルアイドルグループ。2012年8月7日に始動。茨城県警『いばらき安全・安心アンバサダー』の命を受けて警察や防犯キャンペーンのお手伝いをする。かしまにぎわい推進部長。

## 概要
2012年、東日本大震災の被災を受けた鹿嶋市、そして全国でご当地アイドルブームが起こった時代のうねるのなか鹿嶋ご当地アイドルプロジェクト実行委員会が立ち上がった。鹿嶋市は鹿島アントラーズのホームタウンとしては有名なものの、古くから栄えてきた鹿島神宮を中心とする歴史ある門前町の活気が乏しいことを受け、鹿島神宮周辺の活性化を目指し、若手商店経営者の有志でプロジェクトが立ち上がりアイドルグループ「かしま未来りーな」を発足。鹿嶋市教育委員会、鹿嶋市観光協会も後援。デビュー後は市内に関わらずイベントに参加し、現在も茨城県内外で鹿嶋市の情報発信源として活動する。もっと鹿嶋の良さを市民だけでなく全国の人にアピールし、まちに元気を戻そうと、このプロジェクトが立ち上がった。
マスコットキャラクター「ナスカちゃん」は、未来りーな1期生という設定。2013年、鹿嶋市からの依頼により、鹿嶋市の公認マスコットになる。名前の由来は、顔と体が子鹿で、頭に付けた市の花ハマナスと合わせて名づけられた。
塚原卜伝にまつわる楽曲「剣聖　塚原卜伝」を持ち、鹿島神宮の奉納式典でも歌ったことがある。

## 経歴
2012年
- 鹿島神宮周辺の活性化を目指して、12歳から17歳までのメンバー5名で結成される[5]。
- 鹿嶋市神向寺のカシマスポーツセンター周辺で開催された第22回鹿嶋まつり最終日のメイン・ステージにおいて、デビュー曲「My　City」を初披露する[6]。その後は水戸市や笠間市などのイベントに参加。

2013年
- メンバー2名の脱退を受けて、2期生オーディションで新たに2名のメンバーが加入する[5]。
- 「かしまのハチミツ 未来りーなプリン」の商品開発に協力する[7]。
- 茨城県警防犯ソング完成披露　プロジェクト代表、岡見正仁氏の作詞作曲による、「鍵かけ戦隊キーレンジャー」「きずな」がお披露目される[8]。

2014年
- みーちゃん卒業。ここたん(3期生)、あっぴぃ(3.5期生)加入。

2015年
- ここたん、みやび卒業。はるるん(4期生)加入。
- 鹿嶋市内のラーメン店、アイリスラーメンとのコラボ商品「未来りーなっとま坦々麺」完成。

2016年
- あっぴぃ、はな卒業[9]。ももりん(1期生)が5期生として応援復活。現在もメンバーとして活動中。ゆーにゃ(5期生)加入。
- 9月2日　全国商工会青年部　前期全国顕彰　ネットワーク部門に、プロジェクトの活動が認められ岡見正仁代表が選ばれる。

2017年
- エリン(1期生)、よっちゃん(1期生)が卒業。5月9日、アシスタントアイドルとしてミソラが加入。
- 10月10日　第39回地域安全茨城県民大会で地域ボランティア団体賞受賞。

2018年
- ももりんが二度目の卒業。
- 10月28日　鹿嶋まつりにおいて、6周年記念ソング「はじまりの地」発表。同日ダウンロード配信開始。
- 11月25日　かしま未来りーな主催、地域活性化イベント「シカピース」10回記念を迎える
- 12月2日　ショッピングセンターチェリオで行われた、クリスマスツリー点灯式において、5thマキシシングル「Your story」サプライズ発表。
- 12月24日　7期生「りなっしー」発表。

2019年
- 1月1日　7年連続元旦LIVE。ご当地アイドルとして日本初。
- 2月19日　はるるん脱退。
- 4月19日、鹿島神宮大鳥居脇イベント「門前かみの市」で新メンバー・りなっしーのステージお披露目[10]。
- 6月29日　カシマスポーツセンターで行われた、ネットボールアジアユース大会でパフォーマンスを行う。
- 11月17日　鹿島公民館祭りで初のクリスマスソング「サンタクロースに会いたくて」発表。また、元一期生エリンとゆーにゃのユニット「にゃリン」結成。
- 12月2日　鹿嶋市より「かしまにぎわい推進部長」に就任[11]
- 12月16日　日本ご当地アイドル活性協会が選ぶ「2019年下半期（第13回）アイドルセレクト10」に初選出[12]

2020年
- 10月25日 かしま未来りーな卒業式をもってゆーにゃ、ミソラ、りなっしー卒業。

## メンバー
| 名前         | 生年月日 | 期生  | 星座 | 備考 |
| ------------ | -------- | ----- | ---- | --- |
| ナスカちゃん | 不明     | 1期生 | 不明 | 鹿嶋市のマスコットキャラクター 特技：ダンス・鹿嶋市を愛する気持ち、趣味：松の盆栽、スポーツ観戦・応援、好きな食べ物：鹿嶋の美味しいもの、好きな言葉：鹿島立ち、ペット「キジタロー」 |

卒業メンバー
みーちゃん（1期生）、さゆゆ（1期生）、まぁな（アシスタントアイドル）、ここたん(3期生)、みやび(2期生)、はな(2期生)、あっぴぃ(3.5期生)、エリン（1期生）、よっちゃん（1期生）、ももりん(1期生⇒卒業後4.5期生として出戻り)、はるるん（4期生）、ゆーにゃ（5期生）、ミソラ（6期生）、りなっしー（7期生）

## ディスコグラフィー
| 曲数 | タイトル                      | 発表年 | 作詞         | 作曲             | 備考                   |
| ---- | ----------------------------- | ------ | ------------ | ---------------- | ---------------------- |
| 1    | My City                       | 2012年 | 岡見正仁     | 岡見正仁         | [ 14 ]                 |
| 2    | 一期一会                      | 2012年 | ももりん     | 河村瑞希         |                        |
| 3    | 未来の扉                      | 2014年 | kippey       | kippey           | [ 14 ]                 |
| 4    | 初恋                          | 2014年 | kippey       | kippey           |                        |
| 5    | REAL EMOTION                  | 2016年 | kippey       | kippey           | [ 15 ]                 |
| 6    | 夏メロ                        | 2016年 | kippey       | kippey           | [ 15 ]                 |
| 7    | 希望の歌                      | 2018年 | 岡見正仁     | 岡見正仁         | [ 15 ]                 |
| 8    | 剣聖塚原卜伝                  | 2018年 | 大町商店会   | 岡見正仁         |                        |
| 9    | はじまりの地                  | 2018年 | イバラキング | クジライヨシユキ | 全世界ダウンロード配信 |
| 10   | Your story ～果てしない未来～ | 2018年 | kippey       | kippey           | [ 15 ]                 |
| 11   | Legend                        | 2018年 | kippey       | kippey           | [ 15 ]                 |
| 12   | 城山桜                        | 2018年 | kippey       | kippey           | [ 15 ]                 |
| 13   | Resistance                    | 2018年 | kippey       | kippey           | [ 15 ]                 |
| 14   | 未来の扉 Re-recording         | 2019年 | kippey       | kippey           |                        |
| 15   | サンタクロースに会いたくて    | 2019年 | kippey       | kippey           |                        |

## 出演
- かしま未来りーな情報局（エフエムかしま 76.7MHz、毎週木曜日・午後7時5分～）　※レギュラー番組
- ナスカちゃんねる（公式YouTubeチャンネル、2019年4月～毎週木曜・午後8時）　※レギュラー番組[10]
- 4me（茨城放送、2018年9月8日）
- お昼の快傑TV（千葉テレビ、2018年10月21日）
- EXスポーツ＆バラエティ（スカパー！ｃｈ.609、2019年1月27日）
- トゥルさま（dTV、2019年4月1日）

## 鹿嶋ご当地アイドルプロジェクト実行委員会

### 目的
- 鹿嶋市のご当地アイドルとして鹿嶋にちなんだ歌やダンスで地元イベントを盛り上げまちに活力を与えていく。
- 地域情報のリポーターとして、魅力ある商店や地域イベントなどの取材活動も行い、新しい鹿嶋再発見の感動をインターネットテレビで全国に発信していく。

### 組織
※鹿嶋商店街、鹿嶋に縁が深い人間で構成
- 実行委員長：岡見正仁
- 育成グループ：内田多賀志・山辺俊樹・おーちゃん
- ダンス講師：RIKO
- WEBページ担当:T.shimo
- 企画広報グループ：西岡邦彦